# Gina Chen
Gina Chen, en chino simplificado 陳嘉君, en pinyin: Chén Jiājūn,  Chen Jiajun, (Taichung, 18 de febrero de 1968) es una socióloga y activista taiwanesa, trabajadora especializada en derechos humanos taiwanés que se ha preocupado por los movimientos sociales durante mucho tiempo. Actual cónyuge de Shi Mingde. Los dos tienen dos hijas, Shi Mina y Shi Jia. Preside la fundación cultural Shi Mingde.
Después del Incidente de la Isla Hermosa, desde su infancia, Chen comenzó a dar discursos con su padre en varios lugares llamados "movimiento sin partido" en ese momento, y luego contactó con numerosas revistas sin alineación a partidos políticos. Chen se graduó en el departamento de sociología de Universidad de Soochow. Después estudió en la Universidad de París Descartes un máster en sociología cultural.

## Trayectoria

### Movimiento estudiantilLirio Salvaje(野百合)
Las principales demandas planteadas por el movimiento estudiantil Lirio salvaje (en chino simplificado 野百合) fueron la disolución de la Asamblea Nacional, la derogación de las disposiciones provisionales, y la convocatoria a una nueva asamblea nacional con calendario de reformas políticas y económicas, etc. Fue la mayor protesta estudiantil reivindicativa después de que el gobierno se mudara a Taiwán. En ese momento, Chen formaba parte del grupo que tomaba las decisiones y era un miembro central del movimiento estudiantil. En una entrevista exclusiva en la revista semanal 壹週刊 en 2011, dijo: "Siempre estoy peleando una guerra imposible. Durante el movimiento estudiantil de marzo de 1990, mis compañeros de clase fueron al templo Zhongzheng a sentarse. Yo solo tenía veinte años cuando llegué al lugar. Cinco personas dijeron ¿quieren llamar al viejo ladrón? y continuaron, ¿Qué pasa si no lo haces? Al principio solo había dos personas. Hicimos cosas en el camino. Tiene que haber alguien dispuesto a dar ese paso."  El movimiento estudiantil Lirio salvaje (en chino simplificado 野百合) tuvo un impacto considerable en el movimiento democrático en Taiwán. Después del movimiento estudiantil, el entonces presidente,Lee Teng-hui, convocó una reunión de asuntos estatales y en 1991 abolió las Provisiones Temporales Efectivas durante el Período de Rebelión Comunista y puso fin al congreso de los 10.000 años. La democratización entró en una nueva fase.

### Movimiento de camisa roja
El 11 de agosto de 2006, el Sr. Shi Mingde decidió lanzar el "Movimiento del millón de personas”. Siempre que participaran un millón de personas, movilizaría a las masas para que se sentaran frente al palacio presidencial. Después de eso, se celebrarían conferencias de prensa y se sentarían. Las actividades se realizarían de forma sucesiva. El 9 de septiembre de 2006 fue el primer día del evento y el primer día de la sentada, y un total de cientos de miles de personas participaron. El 10 de septiembre, Chen fue para apoyar y dijo: "Soy también una del millón de personas". Con respecto a los problemas de salud del Sr. Shi Mingde, que acababa de ser operado en ese momento, ella creía que "si haces lo correcto, ¡tu salud naturalmente mejorará!". Chen, confía en la decisión de Shi Mingde, y cree que "hacer lo que cree que es correcto es bueno para la salud", por lo que respeta plenamente la elección de Shi Mingde, para dejar que su hija aprenda sobre la vida de su padre en Taiwán.

### Escuela
Con respecto a la educación de sus dos hijas, Chen y el Shi Mingde tienen la misma opinión y optaron por la "Escuela". Shi Mingde dijo en una entrevista: "Mis dos hijos no han ido a la escuela durante más de dos años. y ambos estudian por su cuenta en casa, léase "Escuela". Mi esposa está muy insatisfecha con los materiales de enseñanza en Taiwán, pensando que no están actualizados y muchos son innecesarios. Mi esposa y yo estamos de acuerdo en este tema. Educamos a los niños sin decirles qué aprender, y en el futuro lo agradecerán. Esperamos cultivar en los niños el espíritu de asumir riesgos y dificultades, la capacidad de pensar y juzgar de forma independiente, creencias firmes y valores de autonomía. A menudo les digo a mis hijos que al hacer cualquier cosa, lo que quieres buscar es el valor, no el precio. El significado de la vida es persistir en tus creencias y atreverte a luchar por tus creencias. No les enseño a mis hijos a ser una persona sensata, todos son lo suficientemente valientes como para tomar su posición."

### Protesta contra el embellecimiento del gobierno de Wang Xiling
En 1985, Wang Xiling, entonces director de la oficina de inteligencia militar, fue detenido en el centro de detención de inteligencia militar, establecido en 1970 por ordenar sancionar al autor de la biografía de Jiang Jingguo, Liu Yiliang (seudónimo de Jiangnan). En ese momento se estableció la "zona de arresto domiciliario Wang Xiling". El 10 de diciembre de 2009, Día Internacional de los Derechos Humanos, el parque cultural de Derechos Humanos Jingmei lanzó una serie de actividades, en las que el artista You Wenfu creó la obra de arte paisajística "Más allá del muro" en el área de arresto domiciliario de Wang Xiling. El trabajo de You Wenfu "Más allá del muro" se llevó a cabo alrededor del área de arresto domiciliario de Wang Xiling con decenas de miles de palos de bambú teñidos de blanco clavados en el suelo, rodeando el área de arresto domiciliario, formando un gran escenario, con palomas blancas hechas de espuma de poliestireno. Este trabajo fue completado con la ayuda de 800.000 yuanes donados por parte de la asociación construcción cultural. You Wenfu dijo que sus obras hablan de edificios históricos, y el proceso creativo es cauteloso, para evitar cualquier punto de vista ideológico y partiendo completamente del arte, utilizando materiales de bambú con el que está familiarizado, para resaltar el contraste entre el interior y el exterior.
El 10 de diciembre de 2009, día internacional de los derechos humanos, Chen también visitó el parque cultural de los derechos humanos de Jingmei y expresó que la instalación de arte que el gobierno pagó e invitó a You Wenfu a completar era en honor de Wang Xiling, el ex director de la oficina de inteligencia militar que planeó el caso de Jiangnan, y suponía un daño político a las víctimas y sus familias.
El 12 de diciembre de 2009, Chen escribió una "Carta abierta al presidente Ma" en el China Times, y el presidente Ma Ying-jeou declaró en la ceremonia de inauguración del parque cultural de derechos humanos Jingmei que "el gobierno aún no puede abordar ese tema y el sentir de las familias, con plena conciencia, hay que ser más cuidadosos, e inclinarse ante las víctimas políticas que han servido a la democracia en el pasado y han sido encarceladas".
El 1 de febrero de 2010, You Wenfu se presentó y expresó su voluntad de desmantelar la exposición antes de lo previsto e invitó al público, las víctimas y sus familias a participar en la demolición. El 24 de febrero de 2010, You Wenfu desmanteló "Más allá del muro" junto con las víctimas políticas y explicó el significado de su esperanza al sublimar el trabajo, la experiencia de vida y el dolor de las víctimas políticas y sus familias que no entendían la historia de las cicatrices causadas por la ambientación de la obra, la justicia transicional y otros temas controvertidos, pidió disculpas al público. Después del incidente, Chen hizo una petición al consejo de supervisión, cuestionando a Wang Shoulai, Zhu Ruihao, Huang Bituan, el expresidente del consejo de asuntos culturales y construcción, y otros que "usaron la instalación artística para conmemorar a Wang Xiling, el conspirador del asesinato terrorista, que distorsionó la verdad y dañó a las víctimas políticas y sus familias". El 2 de marzo de 2010, el supervisor Yuan afirmó que "el manejo del asunto no fue planeado con prudencia, lo que provocó una gran controversia social." Wang Shoulai y Zhu Ruihao fueron negligentes en sus deberes y ya no eran aptos para sus puestos, lo que se trasladó a la asociación de la construcción cultural para su tramitación.<br />

### Candidatura a legisladores no divisionales
El 11 de diciembre de 2011, la Asamblea Nacional de Taiwán llevó a cabo una conferencia de prensa anunciando el establecimiento del partido político, y su manifiesto electoral decía: "Es una pena que sea difícil para nosotros ser elegidos en medio de esta guerra de pandillas", pero no importa, porque eso no es lo que queremos hacer. No queremos tomar el poder, y no queremos gobernar a nadie. Si es posible, solo queremos encender el entusiasmo y alentar a todos, queremos decirles a aquellos que aún escuchan nuestra voz: "¡No se desesperen!". El mismo día, los candidatos a legisladores regionales y no distritales también fueron presentados. Chen estaba como candidata a los legisladores no distritales y propuso desvincular los salarios de los trabajadores extranjeros de su propio trabajo, y abrió temas como el de las empleadas domésticas, la legalización del matrimonio entre personas del mismo sexo y la legalización de la marihuana.

### Archivo del "Incidente de Taiyuan"
Chen recurrió a la administración de archivos para investigar los archivos existentes del incidente de Taiyuan que habían estado sellados durante más de 40 años, y también trabajé para abrir los archivos. de la justicia transicional de Taiwán.
Se hicieron públicos materiales sobre el incidente del 28 de febrero, el incidente de Formosa y otros casos políticos que ocurrieron durante el período de movilización y represión de la rebelión que estaban archivados en el negociado de archivos. El 11 de septiembre de 2012, el legislador del Partido Progresista Democrático (República de China), You Meimei, celebró una audiencia pública sobre el "Proyecto de Ley de Archivos políticos durante el incidente del 28 de febrero y la movilización y represión de la rebelión", con la esperanza de formular una ley especial para abrir los archivos políticos. Chen se opuso a esto al considerar que la ley de archivos actual es suficiente para desclasificar y abrir los archivos políticos que tienen más de 30 años. Cuestionó que todavía faltaba transparencia en la oficina de archivos.

### Ceremonia conmemorativa de "Respeto a los Mártires"

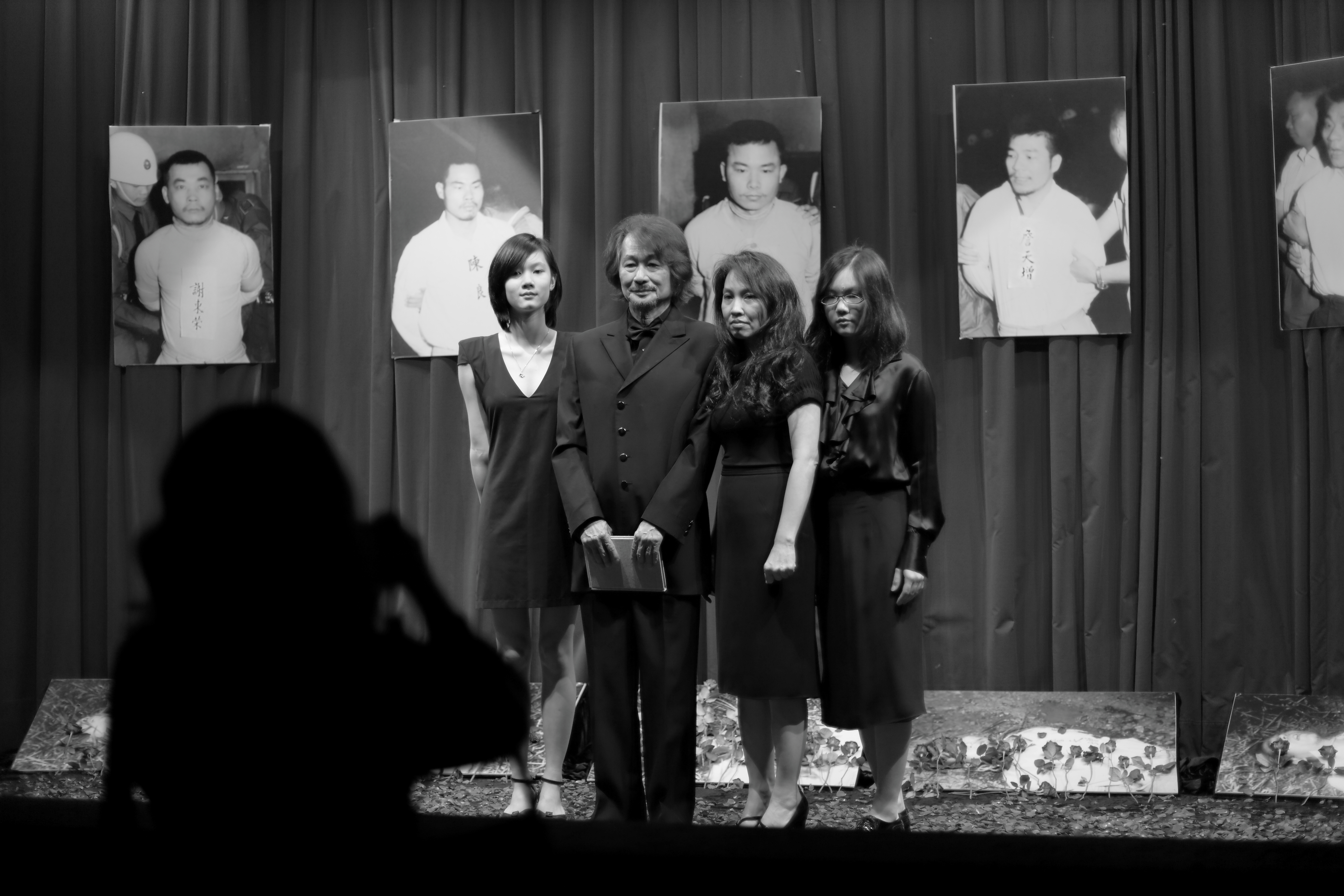
2013/06/21 Ceremonia "Respeto a los Mártires".JPG

Para conmemorar a los cinco mártires que fueron ejecutados a tiros en el incidente de Taiyuan, se organizó una ceremonia conmemorativa de "Respeto a los mártires".
Shi Mingde inició la ceremonia conmemorativa para restaurar la verdad del incidente de Taiyuan y recordar a los mártires que fueron ejecutados a tiros. Chen también dijo que esta historia debe ser revisada y enfatizó que los mártires de Taiyuan fueron víctimas bajo diferentes puntos de vista históricos, "fueron insurgentes quienes prepararon la declaración de independencia de Taiwán y con una oposición histórica. A los ojos del dictador, son prisioneros fugados, estos cinco mártires abrazaron sus ideales".

### Matrimonio igualitario
En noviembre de 2013, expresó su apoyo al matrimonio igualitario en la "marcha 1130 contra la Ley de familia de la Diversidad funcional". Para apoyar la legalización del matrimonio entre personas del mismo sexo, llevé a mis dos hijas al desfile 1130 Ley de matrimonio para la Diversidad sexual, dialogué con simpatizantes de diferentes opiniones, y apareció en las redes titulado como "Una conversación rara en el desfile de la alianza de protección familiar". Los videos se subieron a YouTube.

### Conferencia sobre cambio de género
Chen participó en la "Conferencia de investigación sobre los requisitos para el registro y reconocimiento de cambio de género" realizada por el Ministerio de Salud y Bienestar el 9 de diciembre de 2013.
El 13 de enero de 2014, el Ministerio del Interior realizó una reunión para discutir asuntos relacionados con la identificación de género en las actas de nacimiento, y se informó que no hubo consenso en la reunión de cuatro horas.
Chen dijo que participó en toda la reunión y creía que el Ministerio del Interior estaba mintiendo descaradamente, y lo refutó en su Facebook personal: "Por supuesto que hubo consenso en la reunión. El consenso es que el tema de la reunión del Ministerio del Interior se configuró incorrectamente, y la discusión debería ser sobre el registro de cambio de género. El segundo consenso es que se debe prohibir que los niños nacidos en el futuro sean obligados por sus padres y médicos a corregir sus órganos sexuales. El tercer consenso es que dado que el Ministerio de Salud y Bienestar ha concluido el 09/12/2013 que el cambio de género no requiere condiciones médicas, el Ministerio del Interior debe derogar el decreto inconstitucional e inhumano de 1997, respetar la autonomía de la identidad de género, y permitir que personas intersexuales y transexuales cambien voluntariamente su registro de género. Además, ninguna sociedad civil en la reunión abogó por el tercer sexo en el registro de nacimiento.
El contenido de las regulaciones ignora todos los principios de derechos humanos existentes. Privar a otros de la patria potestad y los derechos de la personalidad equivale a avergonzar a las personas transgénero y los derechos humanos retroceden. Creó los puntos clave para la solicitud y registro de la identificación por cambio de género. Chen Weiren, entonces Ministro del Interior, también se opuso a la ampliación de los derechos de las personas transgénero.</br>

### Incidente de la plaza "Nanrong" de la Universidad de Chengda
En noviembre de 2013, la Universidad Nacional Cheng Kung en Taiwán estableció una plaza con motivo de la reconstrucción de su campus. La escuela confió a la federación de la asociación de estudiantes que llevara a cabo una votación para el nombre de la plaza. Al final, alrededor de 3.000 profesores y estudiantes eligieron el nombre "Plaza Nanrong", pero la universidad adoptó otro nombre. El nombre fue rechazado por tener connotaciones políticas, y los estudiantes que propusieron la propuesta sintieron que la universidad no respetaba el proceso democrático. Entre ellos, Wang Wenxia, profesor del departamento de Historia de la Universidad de Chenghua, que comparó a Zheng Nanrong con un "bombardero" en la reunión del consejo escolar y creía que lo que hizo no estaba en línea con el espíritu de libertad y democracia.
En respuesta al incidente del nombre de la plaza y los comentarios de Wang Wenxia, Chen y Shi Mingde realizaron una conferencia de prensa y expresaron sus puntos de vista en la reunión. Chen dijo: Zheng Nanrong «no esta en mi opinión, a favor de la libertad de expresión actual. Muchas personas pueden seguir el espíritu de la libertad de expresión y perseguir el principio más importante de sus ideales... ¿Puedo preguntar cuántas generaciones de víctimas políticas en Taiwán tienen que pasar antes de que puedan ocupar un lugar en la historia? La característica de estos presos políticos es que nunca buscan sus propios intereses porque no están de acuerdo conmigo, siempre defienden la justicia, a esas personas se les llama presos políticos y mártires.»</br>